# Galiciaé
Galiciaé o Galiciae.com es un portal gallego de internet nacido el 2 de diciembre de 2007.

## Organigrama

### Composición
Se trata de la plataforma que agrupa en internet los medios del Grupo El Progreso; es decir, los periódicos El Progreso de Lugo, Diario de Pontevedra y el gratuito De luns a venres (De lunes a viernes) y la revista mensual económica Nova +.
También se incorporó a Galiciaé un portal monográfico, Galicia Gastronómica, y desde esta plataforma tense acceso las otras webs del Grupo El Progreso: la Axencia Galega de Noticias, la productora audiovisual LugoPress y la televisión local Telelugo.
Cuenta con una redacción central en Santiago de Compostela y redactores en las redacciones de El Progreso y Diario de Pontevedra. La cobertura técnica corre a cargo de una empresa del sector informático, Ozono Multimedia.
Galiciaé es, a su vez, heredera de Xeración.com, un portal de contenidos alternativos y enfoques más juveniles, que funcionó entre mayo y diciembre de 2007. La puesta en marcha de Galiciaé supuso el cierre de esta web y de las que tenían por separado los tres periódicos del grupo.

## Trayectoria
Inicialmente, Galiciaé salió como Galiciae (sin acento). Estéticamente era un portal configurado en tres columnas: una primera de información, una segunda de complementos y publicidad y una tercera de servicios. La segunda columna contenía arriba el GeCubo, una ventana con cuatro caras en las que si podía ver el último que entraba en la web, fuera un voto, un comentario de los lectores, una noticia o un vídeo.
El GeCubo desapareció en el cambio de diseño que Galiciaé sufrió en febrero de 2009, poco antes de las elecciones autonómicas gallegas de ese año. Se mantienen las tres columnas, pero la tercera, que pasa a ser más publicitaria, gana ancho a costa de la primera. Este rediseño, en el que el portal incorpora el acento del título, también permite una mejor cobertura de las noticias, al dejar ver en portada las informaciones relacionadas (que antes sólo aparecían en el interior) y al posibilitar portadas especiales, con títulos a dos o tres columnas, que antes no si utilizaban.
Según los datos de OJD Interactiva, en octubre de 2009 contaba con unos 140.000 visitantes únicos, con un promedio de 10.700 lectores diarios.

### Características
Entre las características peculiares de Galiciaé se pueden citar las siguientes:
La combinación entre noticias generales, elaboradas por la redacción de Galiciaé, y las locales, producidas por Él Progreso y Diario de Pontevedra. Esto se aprecia en los colores. Los titulares de la zona de Galiciaé son rojos; los del Diario de Pontevedra, negros, y los de Él Progreso, azules. También son azules, pero en otro tono distinto, los de 
la zona de L-V.
La participación de los lectores y lectoras, que pueden comentar todas las noticias, utilizando uno nick. Esto ha generado varias acciones de cibervandalismo y fuertes polémicas entre la redacción y los lectores. Los usuarios también pueden participar, como se hace en otras webs, votando tanto las noticias como los comentarios de los demás usuarios.
El uso del gallego, tanto entre los colaboradores como en la propia web, que cuenta con una versión en este idioma, generada por traductor automático. Todos los contenidos se publican en castellano y en gallego, excepto las entrevistas y los artículos de opinión, que salen en el idioma en que fueron hechos.
Los blogs propios, que son hasta siete, de diferente actualización y temática:
- Apuntes en sucio, de Manuel Jabois.
- Bitácora de Cora, de José de Cora.
- Crítica y cine, de Eloy Domínguez.
- Letras Vaqueras, de Ángel Vaquero.
- El Blog de Paco Rivera, de Paco Rivera.
- Rotativa cúbica, de la redacción de Galiciaé.
- Sursuncorda, de Xoán C. Vidal.